# James Coburn
James Coburn, född 31 augusti 1928 i Laurel, Nebraska, död 18 november 2002 i Beverly Hills, Los Angeles, Kalifornien, var en amerikansk skådespelare.
Coburn spelade för det mesta hårdkokta typer i en mängd filmer, bland annat 7 vågade livet (1960) och James Bond-parodin Vår man Flint (1966). Under 1980-talet fick han svåra reumatiska problem och arbetade inte alls under långa perioder. På 1990-talet var han tillbaka och medverkade bland annat i filmerna Young Guns II (1990), Den galna professorn (1996) och Maverick (1994). Vid Oscarsgalan 1999 fick han en Oscar för bästa manliga biroll för sin medverkan i filmen Ont blod (1997), där han spelade Nick Noltes rollfigurs tyranniske fader.

## Släktbakgrund
Coburns släkt på moderns sida hade sitt ursprung i svenska Lappland. Hans morfar Frans Johansson föddes 1859 vid Långvattnet, numera Långsjöby, i Storumans kommun i Lappland. Han utvandrade 1887 till Amerika där han kallade sig Frank Johnsson. Frank gifte sig med en annan immigrant och fick dottern Mylet Johnsson (född 1901). Hon gifte sig 1925 med James Harrisson Coburn och tillsammans fick de sonen James Coburn. Frank dog 1940 i Los Angeles, Kalifornien.

## Filmografi
- 1959 – Vägen till Santa Cruz
- 1960 – 7 vågade livet
- 1962 – Ett helvete för hjältar
- 1963 – Den stora flykten
- 1963 – Charade
- 1963 – The Man from Galveston
- 1964 – Förste man på Omaha beach
- 1965 – In i det sista
- 1965 – Sierra Charriba
- 1965 – Storm över Jamaica
- 1966 – Vår man Flint
- 1966 – Storslam i Los Angeles
- 1966 – Vad gjorde du egentligen i kriget farsan?
- 1967 – F för Flint
- 1967 – Farligt uppdrag
- 1967 – Den vildaste, vilda, vilda västern
- 1968 – Candy
- 1968 – Duffy
- 1969 – Last of the mobile hot-shots
- 1969 – Hårda bud
- 1971 – Ducka, skitstövel!
- 1972 – Planerat mord
- 1972 – De hängdas revansch
- 1973 – Pat Garrett och Billy the Kid
- 1973 – Döden går ombord
- 1973 – Sno på, Harry
- 1974 – Den djävulska planen
- 1975 – De red för livet
- 1975 – Streetfighter
- 1976 – Slaget om Midway
- 1976 – De vilda männen
- 1976 – Draknästet
- 1977 – Järnkorset
- 1979 – Mupparna
- 1979 – Spindeln i nätet
- 1979 – Goldengirl
- 1980 – Snytingen
- 1980 – Mr. Patman
- 1980 – Loving Couples
- 1981 – Looker
- 1981 – High Risk
- 1984 – Duellen i Bell City
- 1984 – Martin's Day
- 1986 – Death of a Soldier
- 1990 – Young Guns II
- 1990 – Tåg till himlen
- 1991 – Höken är lös
- 1992 – A Thousand Heroes
- 1992 – Mastergate
- 1993 – Deadfall
- 1993 – En värsting till syster 2: redo att synda igen
- 1993 – A Christmas Reunion
- 1993 – The Hit List
- 1994 – Maverick
- 1995 – The Avenging Angel (TV-film)
- 1995 – Fällan
- 1996 – Eraser
- 1996 – Den galna professorn
- 1996 – The Disappearance of Kevin Johnson
- 1996 – Cherokee Kid
- 1997 – Skeletons (TV-film)
- 1997 – Keys to Tulsa
- 1997 – Det andra inbördeskriget
- 1997 – Ont blod
- 1998 – Mr. Murder
- 1999 – Payback
- 1999 – Noaks Ark
- 2000 – En fars kval
- 2000 – Intrepid (Deep Water)
- 2001 – Proximity
- 2001 – The Escort
- 2001 – Walter och Henry
- 2001 – The Yellow Bird
- 2001 – Monsters, Inc. (röst)
- 2002 – Snow Dogs
- 2002 – American Gun